# The Clairvoyant
"The Clairvoyant" é um single da banda Iron Maiden. O single foi lançado em 1988, é o décimo nono single da banda, e o terceiro do álbum Seventh Son of a Seventh Son. O single estreou em número de seis nas paradas britânicas. 

## Composição
A música começa na primeira pessoa, colocando o personagem principal em destaque. Mais tarde, vai para a terceira pessoa, quando ele está morto. De acordo com Steve Harris, a canção foi inspirada na morte da psíquica Doris Stokes e a questão de que se ela fosse realmente capaz de ver o futuro, não seria ela ter sido capaz de prever sua própria morte?

## Faixas
1. "The Clairvoyant" (Harris) – 4:16
2. "The Clairvoyant" (ao vivo) (Harris) – 4:27
3. "The Prisoner" (ao vivo) (Harris) – 6:08
4. "Heaven Can Wait" (ao vivo) (Harris) – 7:08

## Créditos
- Bruce Dickinson – vocal
- Dave Murray – guitarra
- Adrian Smith – guitarra, vocal de apoio
- Steve Harris - baixo, vocal de apoio
- Nicko McBrain - bateria